# Marcos Roberto da Silva Barbosa
Marcos Roberto da Silva Barbosa, meglio conosciuto come Marquinhos (São Caetano do Sul, 21 ottobre 1982), è un ex calciatore brasiliano, di ruolo difensore.

## Carriera

### Club
Dopo aver giocato con varie squadre di club, nel 2008 si trasferisce in Turchia al İstanbul B.B..

## Palmarès

### Club
- Campionato paulista: 2

Corinthians: 2001, 2003
- Torneo Rio-San Paolo: 1

Corinthians: 2002
- Coppa del Brasile: 1

Corinthians: 2002

### Nazionale
- Campionato mondiale Under-17: 1

Nuova Zelanda 1999